# Thielavia basicola
Thielavia basicola är en svampart som beskrevs av Zopf 1871. Thielavia basicola ingår i släktet Thielavia och familjen Chaetomiaceae.   Inga underarter finns listade i Catalogue of Life.